# Elaphria medioclara
Elaphria medioclara är en fjärilsart som beskrevs av William Schaus 1911. Elaphria medioclara ingår i släktet Elaphria och familjen nattflyn. Inga underarter finns listade i Catalogue of Life.